# Marshall Curry

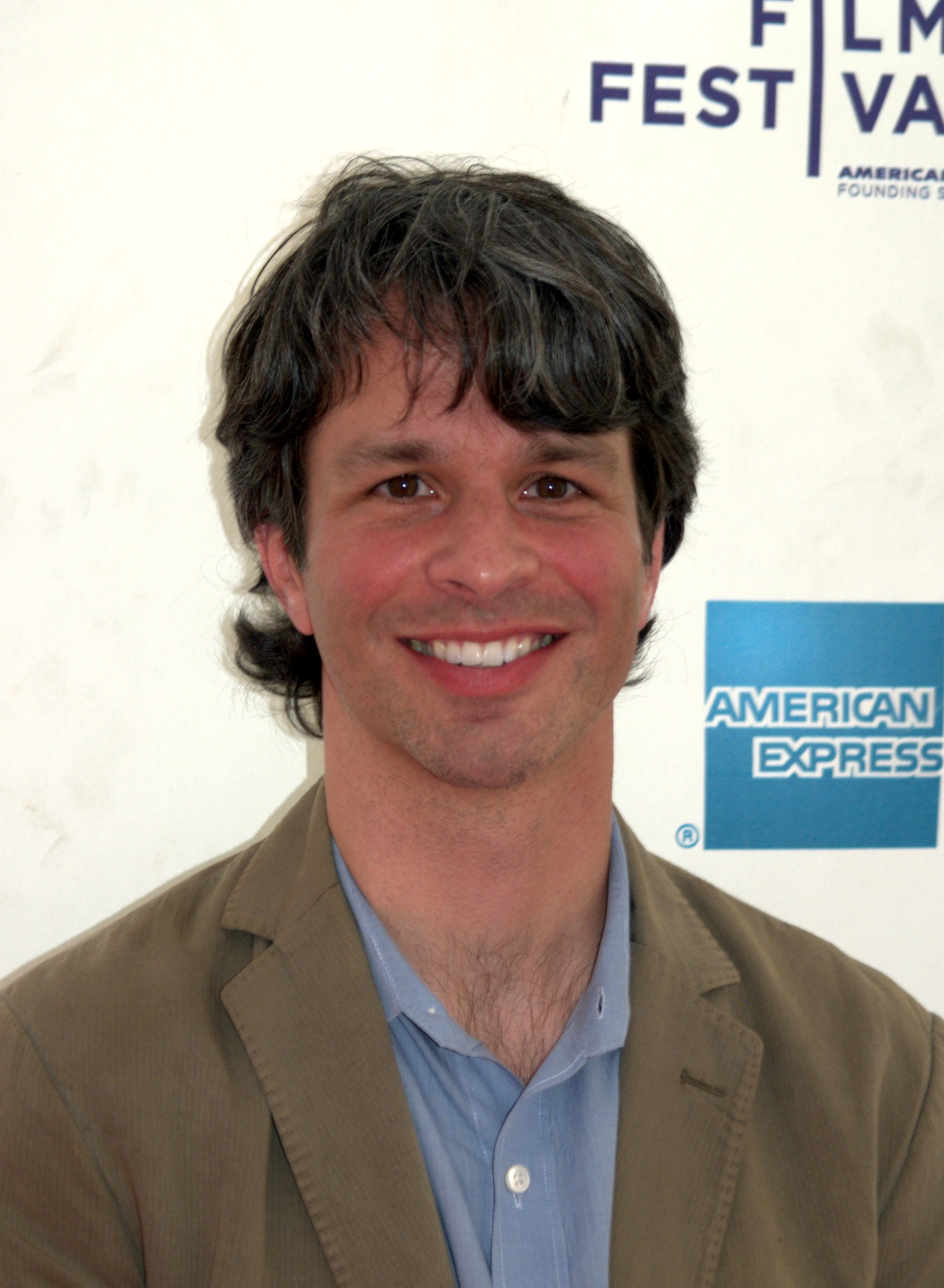
Marshall Curry auf dem Tribeca Film Festival 2009

Marshall Curry (* 1970) ist ein US-amerikanischer Regisseur und Dokumentarfilmer.
Curry wuchs in Summit in New Jersey auf. 1988 machte er seinen Abschluss an der Summit High School und 1992 graduierte er am Swarthmore College in „Vergleichende Religionen“. Curry war ein Jane-Addams-Fellow in Philanthropie an der Indiana University. Vor seiner Tätigkeit als Dokumentarfilmer arbeitete Curry als Englischlehrer in Guanajuato in Mexiko und für das Öffentlich-rechtliche Radio.
Für seinen ersten Dokumentarfilm Street Fight wurde Curry im Jahr 2006 für einen Oscar in der Kategorie „Bester Dokumentarfilm“ nominiert. Auch sein Film If a Tree Falls: A Story of the Earth Liberation Front wurde 2011 für einen Oscar in derselben Kategorie nominiert. Diese Auszeichnung gewann er dann 2020 für Das Fenster gegenüber.

## Filmografie
- 2005: Street Fight (Dokumentation über den Wahlkampf zur Bürgermeisterwahl in Newark 2002)
- 2009: Racing Dreams (Dokumentation über Kinder, die Karrieren als Rennfahrer anstreben)
- 2011: If a Tree Falls: A Story of the Earth Liberation Front (Dokumentation über Ökoterrorismus und die Earth Liberation Front)
- 2014: Point and Shoot (Dokumentation über den Filmemacher und Aktivisten Matthew VanDyke)
- 2017: A Night at The Garden (Dokumentarfilm über die nationalsozialistische Massenkundgebung 1939 im Madison Square Garden)
- 2019: Das Fenster gegenüber (The Neighbors’ Window, Kurzfilm)